# Elezioni parlamentari in Finlandia del 1939
Le elezioni parlamentari in Finlandia del 1939 si tennero il 1º luglio per il rinnovo dell'Eduskunta.

## Risultati
| Liste                                        | Voti      | %     | +/- % | Seggi | +/- seggi |
| -------------------------------------------- | --------- | ----- | ----- | ----- | --------- |
| Partito Socialdemocratico Finlandese         | 515.980   | 39,77 | +1,2  | 85    | +2        |
| Lega Agraria                                 | 296.529   | 22,86 | +0,5  | 56    | +3        |
| Partito di Coalizione Nazionale              | 176.215   | 13,58 | +3,2  | 25    | +5        |
| Partito Popolare Svedese                     | 124.720   | 9,61  | -1,6  | 18    | -3        |
| Movimento Patriottico Popolare               | 86.219    | 6,65  | -1,7  | 8     | -6        |
| Partito Progressista Nazionale               | 62.387    | 4,81  | -1,5  | 6     | -1        |
| Partito dei Piccoli Proprietari di Finlandia | 27.783    | 2,14  | -0,5  | 2     | –         |
| Sinistra Svedese                             | 5.980     | 0,46  | –     | –     | –         |
| Altri                                        | 1.506     | 0,12  | -0,1  | –     | –         |
| Totale                                       | 1.297.319 |       |       | 200   |           |